# 莫加多爾劇院

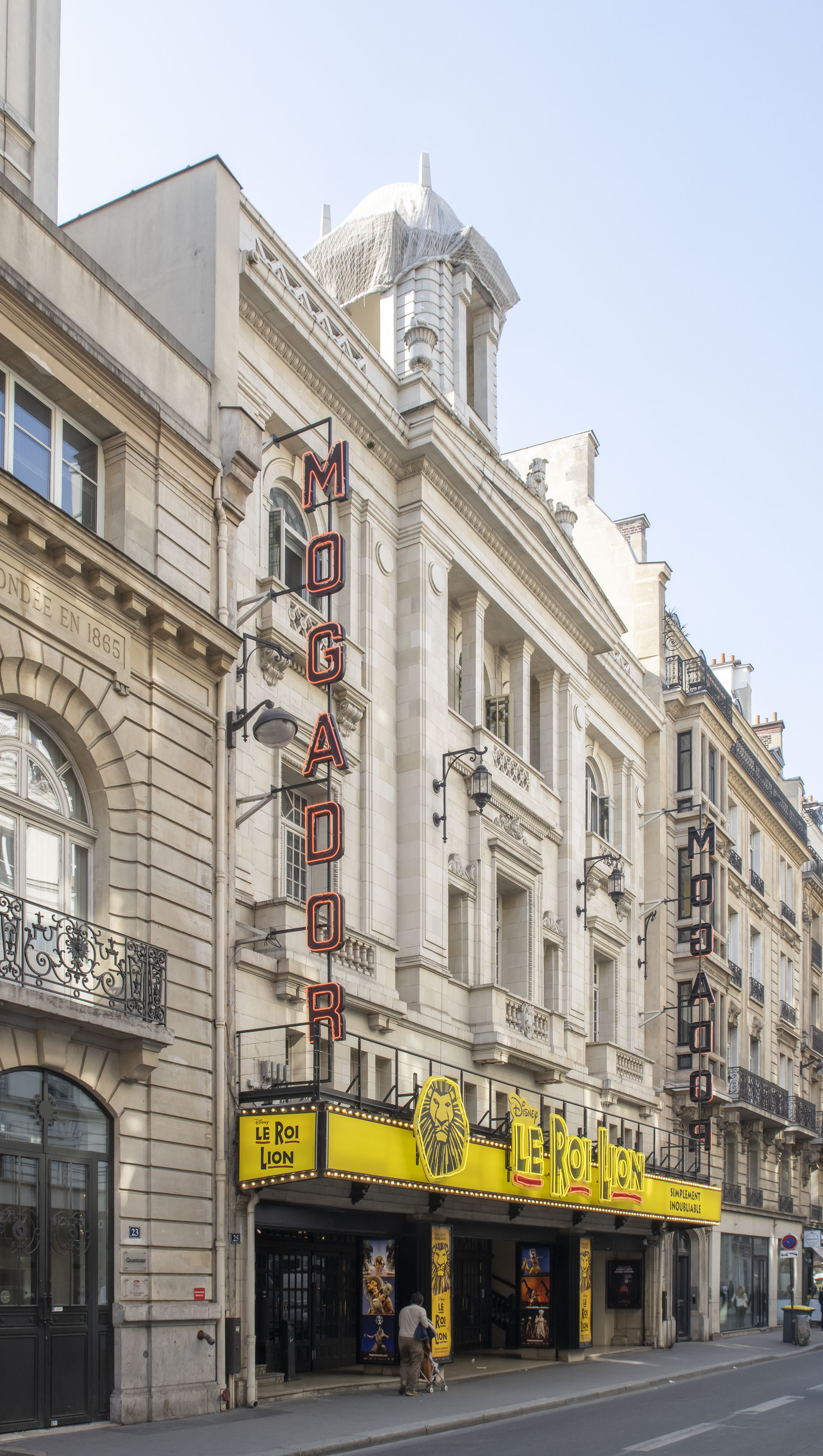

莫加多爾劇院（法語：Théâtre Mogador）是位於法國首都巴黎的一座劇院，成立於1913年，共有三層座位，1800個座席。在2005年，莫加多爾劇院是莫里哀戲劇獎的頒獎地點。

## 外部連結
- （法文） Official website